# Amphoe Fak Tha
Amphoe Fak Tha (Thai อำเภอ ฟากท่า, Aussprache: ʔāmpʰɤ̄ː fâːk tʰâː) ist ein Landkreis (Amphoe – Verwaltungs-Distrikt) der Provinz Uttaradit. Die Provinz Uttaradit liegt in der Nordregion von Thailand.

## Geographie
Benachbarte Landkreise (von Osten im Uhrzeigersinn): die Amphoe Ban Khok, Nam Pat und Tha Pla der Provinz Uttaradit sowie Amphoe Na Muen in der Provinz Nan.
Der größte Fluss des Landkreises ist der Maenam Phat (Phat-Fluss), einem Nebenfluss des Mae Nam Nan (Nan-Fluss).

## Geschichte
Fak Tha wurde 1937 zunächst als Unterbezirk (King Amphoe) des Amphoe Nam Pat eingerichtet. Am 20.  Juli 1958 wurde Fak Tha zum Amphoe heraufgestuft.

## Verwaltung

### Provinzverwaltung
Amphoe Fak Tha ist in vier Kommunen (Tambon) eingeteilt, welche sich weiter in 33 Dörfer (Muban) unterteilen.
| Nr. | Name      | Thai    | Muban | Einw. |
| --- | --------- | ------- | ----- | ----- |
| 1.  | Fak Tha   | ฟากท่า   | 11    | 5.038 |
| 2.  | Song Khon | สองคอน  | 11    | 3.395 |
| 3.  | Ban Siao  | บ้านเสี้ยว | 06    | 3.336 |
| 4.  | Song Hong | สองห้อง  | 05    | 3.054 |

### Lokalverwaltung
Fak Tha (เทศบาลตำบลฟากท่า) ist eine Kleinstadt (Thesaban Tambon) im Bezirk, sie besteht aus Teilen der Tambon Fak Tha und Long Don.
Außerdem gibt es vier „Tambon Administrative Organizations“ (TAO, องค์การบริหารส่วนตำบล – Verwaltungs-Organisationen) für die Tambon im Landkreis, die zu keiner Stadt gehören.